# Mikami Tsugio
Mikami Tsugio (japanisch 三上 次男; geboren 31. März 1907 in Kyōto; gestorben 6. Juni 1987 in Tokio) war ein japanischer Archäologe.

## Leben und Wirken
Mikami Tsugio machte 1932 seinen Studienabschluss an der Universität Tokio im Fach Geschichte Ostasiens. Im selben Jahr ging er, unterstützt von der „Gesellschaft für die Geschichte Ostasiens“ (東亜考古学会, Tōa kōko gakkai) zu Forschungszwecken nach China. 1949 wurde er Professor an der Universität Tokio. Diese verabschiedete ihn 1968 als „Meiyo Kyōju“ Anschließend wirkte er als Professor an der Aoyama-Gakuin-Universität. 1986 wurde er Mitglied der Japanischen Akademie der Wissenschaften.
Mit seiner Forschung konzentrierte sich Mikami auf das China der Jin-Dynastie (1125–1234) und die Kultur des alten Ostasiens. Er entwickelte ein System für die Klassifikation japanischer Keramik, wobei die Basis der Beziehungen zum asiatischen Kontinent, die er mit großer Sorgfalt entwickelt hatte. In seinen späteren Jahren befasste er sich auch mit der Keramik Persiens und Ägyptens.
Zu den Arbeiten Mikamis gehören „Tōji no michi“ (陶磁の道) – „Der Weg der Keramik“ 1969, für das er den Mainichi-Kulturpreis erhielt, und die drei Bände „Kinshi kenkyū“ (金史研究) – „Forschung zur Jin-Dynastie“ 1974, für die er den Ehrenpreis der Akademie der Wissenschaften (学士院恩賜賞, Gakushiin onshishō) erhielt.